# Karel Šťastný (malíř)

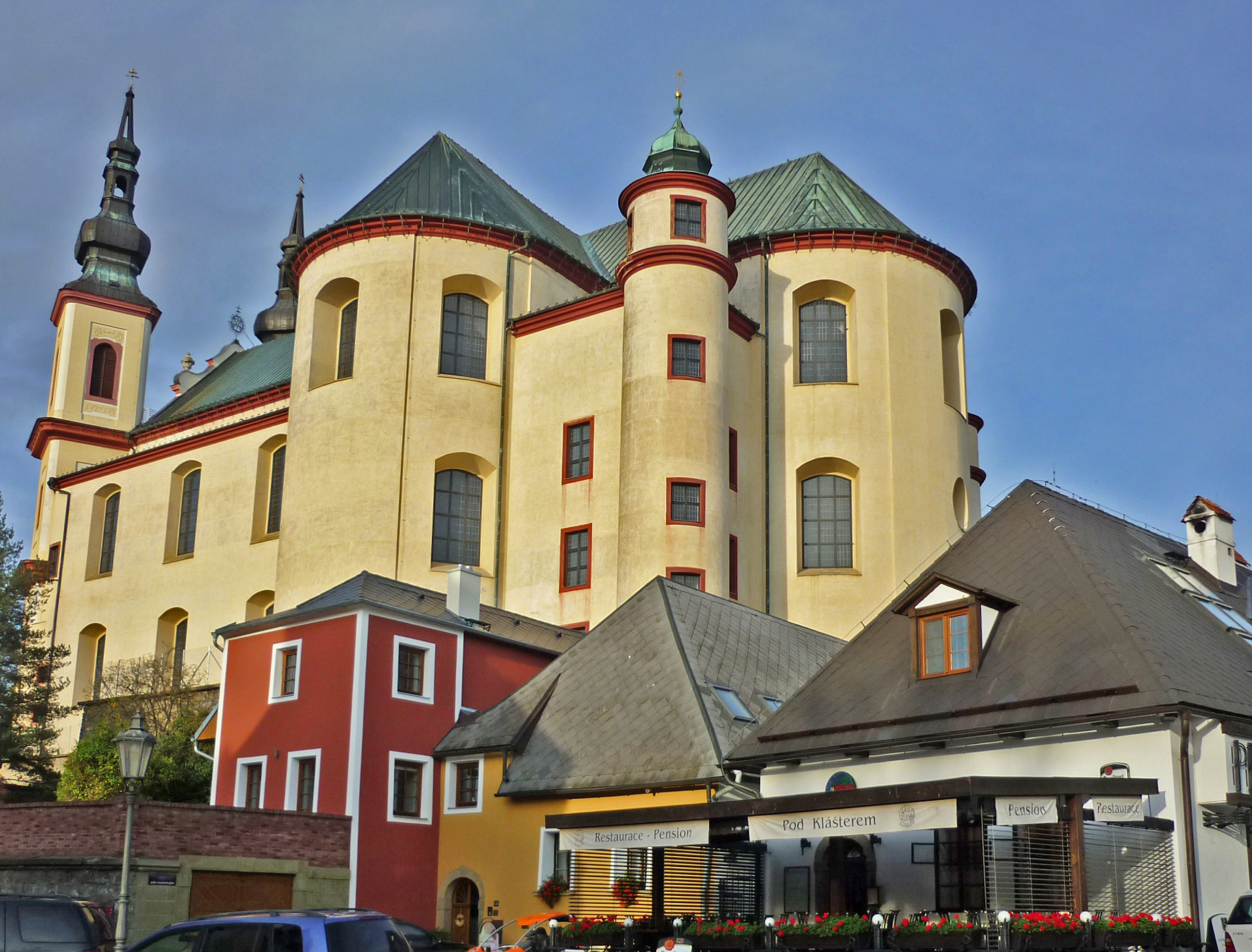
Piaristický chrám Nalezení svatého Kříže v Litomyšli (2014)

Karel Šťastný, křtěný Karel Otokar (4. října 1865, Hořice – 21. června 1935, Plotiště nad Labem) byl akademický malíř, autor celé řady maleb prováděných technikou olejů i akvarelů jakož i autor grafických děl.

## Život
Narodil se v Hořicích do rodiny Josefa Šťastného a jeho ženy Růženy Kronusové. V letech 1883 až 1888 absolvoval studium na Akademii výtvarných umění v Praze u prof. M. Pirnera, A. Lhoty a F. Sequense. Poté dva roky (v letech 1888 až 1889) působil jako asistent kresleni na gymnáziu na pražském Smíchově. Následně pak pracoval jako středoškolský profesor kreslení na průmyslové škole v Litomyšli a zde se též angažoval jako aktivní organizátor kulturního života a divadelních představení. Ve svých dílech (s litomyšlskou tematikou) zobrazoval tajemná zákoutí, drobné poetické motivy a jejich proměny během různých denních dob, ale i v různých ročních obdobích. Se svým bratrem Oldřichem Šťastným  se mimo jiné podílel na výrobě loutek a kulis pro loutkové divadlo sokolské jednoty v Litomyšli. V roce 1923 namaloval a navrhl dekorace k tradiční loutkové hře Posvícení v Hudlicích, kterou zahajovalo činnost sokolské loutkové divadlo v Litomyšli. V letech 1923 až 1927 namaloval Karel Šťastný přes 100 dekorací pro loutkovou scénu v Litomyšli a v roce 1927 se podílel na výpravě hry Josefa Kajetána Tyla Strakonický dudák.

## Výstavy

### Autorské
- 1948 – Městská galerie Litomyšl, Litomyšl

### Kolektivní
- 2012 – Mistři české malby, Dům U Rytířů, Litomyšl
- 2015 – Městská obrazárna ...to nejlepší z depozitáře, Zámek Litomyšl, Litomyšl
- 2018 – Městská obrazárna ...to nejlepší z depozitáře, Městská galerie Litomyšl, Litomyšl

## Galerie

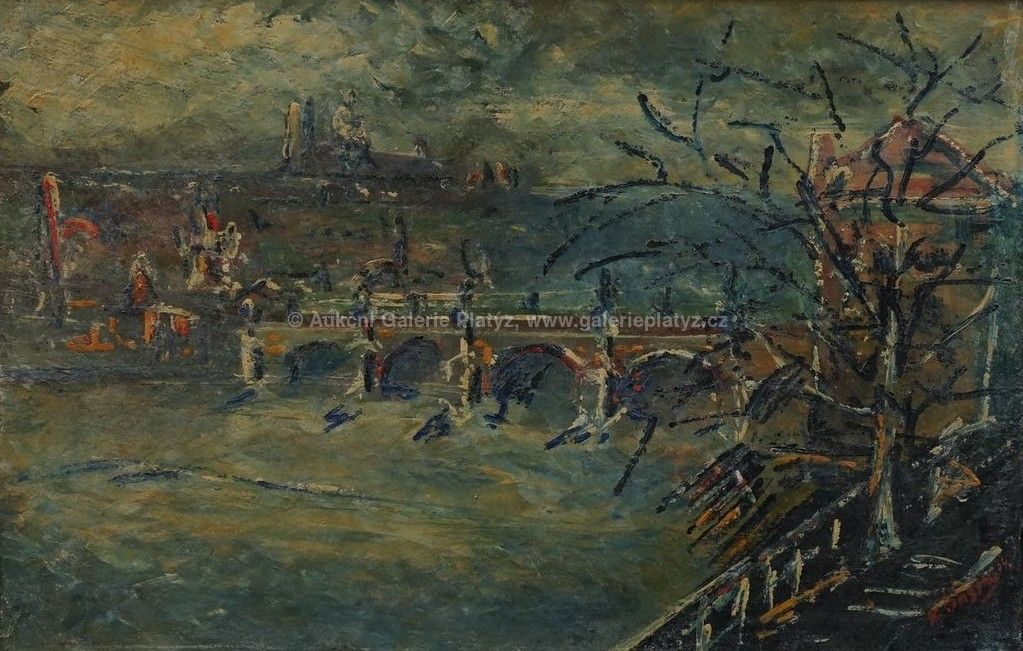
Pražské panorama
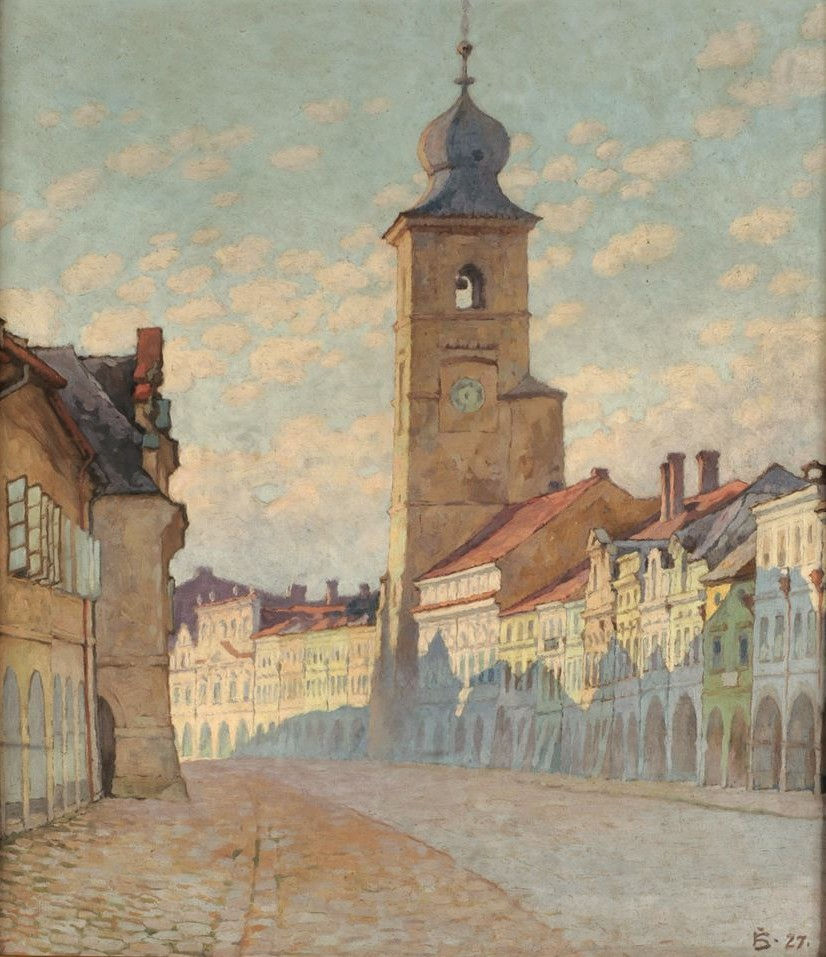
Litomyšlská radniční věž na Smetanově náměstí
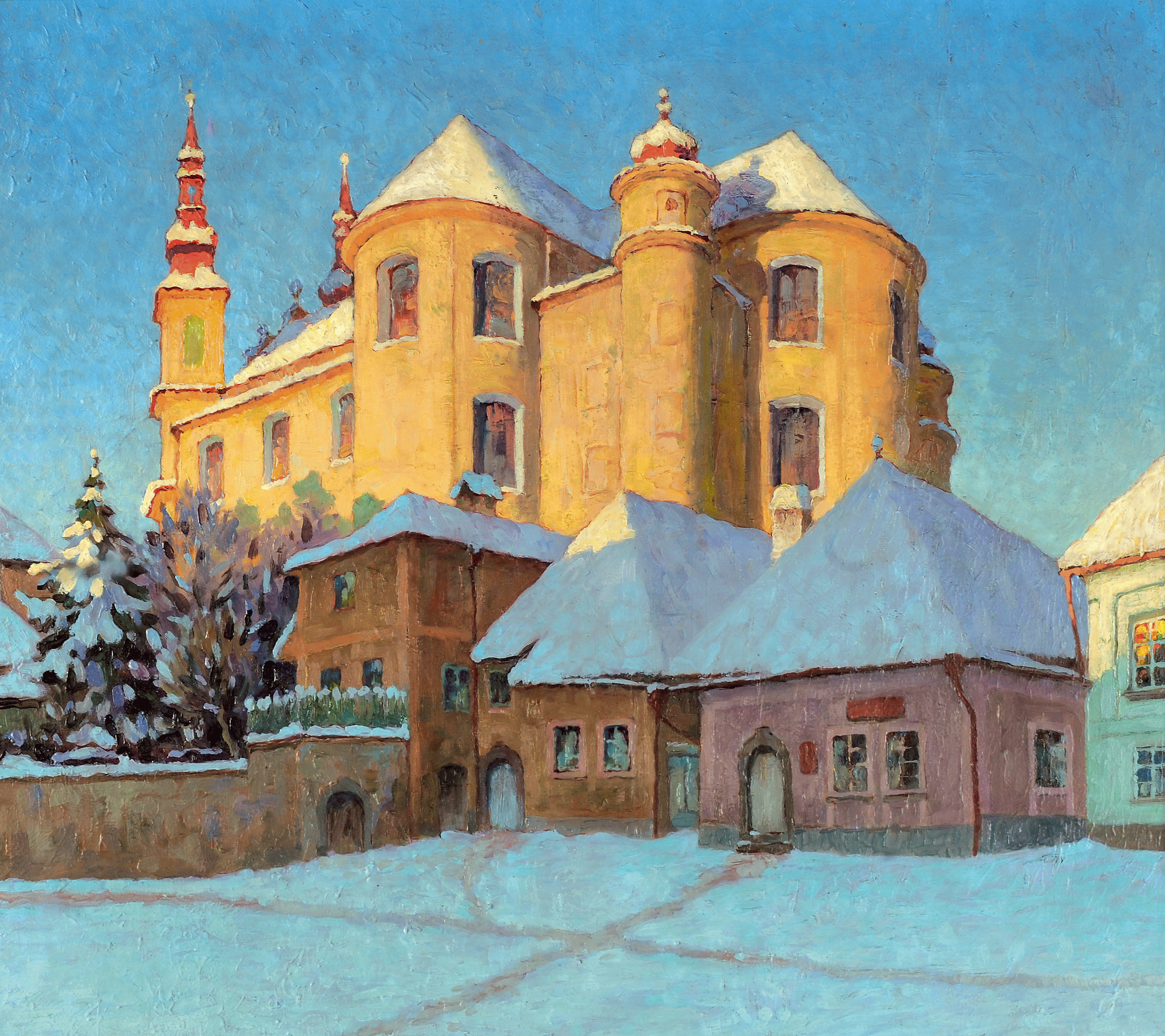
„Na Špitálku“, olej na plátně, 1917,Městská galerie Litomyšl (MGL)